# Slavsk
Slavsk (in russo Славск?) è una città della Russia, posta nell'Oblast' di Kaliningrad.
Fino al 1945 fu tedesca, e nota con il nome di Heinrichswalde.